# Brokoli
Brókoli (znanstveno ime Brassica oleracea var. italica) je vrsta zelenjave, ki Izvira iz Sredozemlja. Spada v družino Brassicaceae (križnice), v kateri so tudi zelje, ohrovt, cvetača, brstični ohrovt in koleraba. 
Na prvi pogled je podoben cvetači, vendar pa so cvetni popki temno zelene ali vijolične barve. »Glavo« iz cvetov, ki spominja na drevesno krošnjo, obkrožajo listi, ki pa glave ne prekrivajo tako kot pri cvetači, zato se cvetovi obarvajo zeleno. Steblo je običajno precej debelo.  Najbolj razširjena sorta brokolija ima zelene cvetove, redkejše pa so sorte z vijoličnimi, belimi ali rumenimi cvetovi. Brokoli največkrat jemo kuhan, lahko pa uživamo tudi presnega. Užitni deli so cvetovi, listi in steblo pod rožo. 

## Sestava in zdravilnost
Brokoli ima visoko prehransko vrednost. 100 g jedilnega dela vsebuje približno 3 g beljakovin, 3,1 g ogljikovih hidratov in 3,1 g prehranskih vlaknin. Kot večina druge zelenjave imajo zelo nizko energijsko vrednost, 100 g daje le 113 kJ oziroma 27 kcal. Vsebujejo veliko rudnin (železa 8,8 mg, kalcija 28 mg, natrija 12 mg, kalija 340 mg, fosforja 66 mg in cinka 0,6 mg) ter vitaminov (vitamina B1 0,04 mg, vitamina B2 0,12 mg, niacina 1,8 mg, vitamina C 54 mg, vitamina B6 0,17 mg, folne kisline 123 mcg, vitamina A 2 mcg in vitamina E 0,88 mg). 

### Antioksidanti
Vsebuje tudi številne dobro znane antioksidante kot so flavonoidi, fenoli, karotenoidi (lutein in zeaksantin). Oba karotenoida sta v očesni leči in mrežnici in skupaj z vitaminom C varujejo oči pred poškodbo prostih radikalov, ki jih povzroča ultravijolična svetloba. Pomagajo preprečevati tudi nastanek srčno-žilnih bolezni. Brokoli vsebuje tudi posebne snovi, ki delujejo proti raku. To so fitokemikalije - sulforafani in indoli. Sulforafan je izredno močan antioksidant, ki učinkuje preventivno proti številnim vrstam raka. V nasprotju z vitaminom C, vitaminom E ali beta-karoteni, ki lovijo proste radikale, deluje sulforan posredno, tako da aktivira encime II faze metabolizma. S tem povečuje količino encimov, ki telesu pomagajo, da se znebi rakotvornih snovi, uničuje nenormalne celice in omeji oksidacijo - proces, ki povzroča številne kronične bolezni na ravni celic. Sulfaran izredno dobro učinkuje tudi proti bakteriji Helicobacter pylori, ki je najpogostejši vzrok za nastanek čira in raka na želodcu. Indoli se proti raku borijo tako, da vplivajo na hormon estrogen. Blokirajo receptorje estrogena v rakastih prsnih celicah in tako ovirajo na estrogen občutljivega raka dojke. Najpomembnejša vrsta indolov v brokoliju - indol-3-karbinol ali I3C - je najučinkovitejša preventiva v boju proti raku dojke. Pomemben pa je tudi 3,3'-Diindolilmetan, ki nastane pri metabolizmu indol-3-karbinola. Brokoli je poleg špinače ena izmed redkih vrst zelenjave, ki vsebuje veliko količino koencima Q 10, antioksidanta, ki je topen v maščobah in ima preventivno funkcijo pri varovanju srca.
Omeniti pa je potrebno, da brokoli poleg številnih koristnih snovi, vsebuje tudi goitrogene - naravno snov, ki lahko vpliva na delovanje žleze ščitnice, in so značilne predvsem za družino križnic. Goitrogeni so spojine, ki zavirajo delovanje tiroidne žleze, tako da se vmešavajo v privzem joda. Posledica je lahko povečanje tiroidne žleze oziroma nastanek golše.

## Raziskave
V najnovejši raziskavi na živalih, ki so jo naredili ameriški znanstveniki z Univerze Johnsa Hopkinsa, so ugotovili, da sulforafan ščiti pred ultravijoličnimi žarki. Skupina raziskovalcev pod vodstvom Paula Talalaya je hranila 20 podgan – samičk z ekstrakti iz kalčkov brokolija pet dni in jih izpostavila kancerogeni snovi dimetilbenzantracenu. Prav tako je tej snovi izpostavila tudi kontrolno skupino, ki ni dobivala ekstraktov iz kalčkov brokolija. Pri podganah, ki so dobivale navedene ekstrakte, se je razvilo manj tumorjev  oziroma so bili le-ti manjši in so se počasneje razvijali. Tri dni stari kalčki brokolija vsebujejo dvajset do petdesetkrat večjo količino protitumornih snovi kot zrele glave brokolija.
S sulforafanom so ameriški znanstveniki z Univerze Johnsa Hopkinsa, kot tudi znanstveniki na Japonskem in v Franciji, delali raziskave tudi na ljudeh. Preiskovana skupina so bili prostovoljci, ki so dobivali 100 gramov brokolija, kontrolna skupina pa so bili prostovoljci, ki so dobivali 100 gramov neke druge zelenjave, ki ni vsebovala sulforafana. Vsem so nato merili za gastritis značilne krvne beljakovine. Rezultati so pokazali, da se je gastritis izboljšal pri preiskovani skupini, ki je uživala brokoli.
Peter Houghton s sodelavci je na Department of Pharmacy na fakulteti King's College v Londonu ugotovil, da sestavine brokolija delujejo podobno kot učinkovine, ki se uporabljajo za zdravljenje alzheimerjeve bolezni. Po vsej verjetnosti gre za glukozinolate, ki naj bi delovali kot inhibitorji acetilholin esteraze (AChE).
Na univerzi Ohio State University so Steven Schwartz in njegovi sodelavci objavili rezultate študije, ki je pokazala, da glukozinolati (sulforafan) zmanjšajo napredovanje raka sečnega mehurja. Ta raziskava je temeljila na poprej narejeni epidemiološki študiji na tej univerzi, pri kateri so ugotovili, da so moški, ki so pojedli 2 ali več skodelic brokolija na teden, imeli za 44% manjšo pojavnost raka na sečnem mehurju kot moški, ki so pojedli manj kot eno skodelico brokolija na teden.
Zaradi potencialnih protitumornih lastnosti so na National Cancer Institute v ZDA začeli s kliničnimi testiranji spojine 3,3'-Diindolilmetan za različne vrste raka. Prav tako potekajo raziskave za zdravljenje virusnih infekcij in pri infekcijah z bakterijami, ki so razvile rezistenco na antibiotike, saj ima ta spojina imunomodulatorne lastnosti.
Neka pilotska študija na Tokijski agrikulturni univerzi ter na Japonskem inštitutu za nadzor staranja je pokazala, da se pri posameznikih, ki so en teden jedli 175 gramov kalčkov brokolija na dan, nivo celokupnega holesterola znižal, pri tem pa se je nivo »dobrega« holesterola (HDL) zvišal.

## Učinki brokolija
Brokoli naj bi torej imel velik spekter delovanja:
- krepi naš imunski sistem
- zmanjša možnost za nastanek očesne mrene
- dobro vpliva na bolezni srca in ožilja
- krepi kosti
- prepreči izrabo hrustanca v sklepih
- se bori proti prirojenim boleznim
- pomaga zmanjšati napredovanje raka sečnega mehurja
- je zelenjava z najmočnejšim preventivnim delovanjem proti raku debelega črevesa
- ima močno preventivno delovanje proti nastanku čira
- ima močno preventivno delovanje proti raku na želodcu
- ima močno preventivno delovanje proti raku prostate
- ima močno preventivno delovanje proti kožnemu raku
- ima tudi močno preventivno delovanje proti raku dojke

Priporočljivo ga je uživati tudi v nosečnosti.

## Brokoli kot prehransko dopolnilo
Glede na to, da je brokoli zaradi svoje biološke vrednosti in sestavin pomemben za uravnoteženo prehrano, so na tržišču dostopna različna prehranska dopolnila, ki vsebujejo izvlečke svežega brokolija, s pomočjo katerih lahko dopolnjujemo običajno prehrano. Na voljo so v obliki tablet in kapsul.   
Univerza v Pittsburgu na INPEX (Invention New Product Exposition) je na razstavi novih iznajdb zlato medaljo podelila Hrvatu Zoranu Rudešu za tehnološki postopek izdelave kapsul Broccolin, ki je izsušil vodo iz svežega brokolija z metodo izsesavanja vode pod dovolj nizko temperaturo in hkrati zadržal najvišjo možno vsebnost sulforafana, indol karbinola ter vitaminov v prahu iz brokolija.